# Not Today
〈Not Today〉는 방탄소년단의 세 번째 리패키지 음반 YOU NEVER WALK ALONE의 곡이다.

## 뮤직 비디오
뮤직 비디오가 나오고 21시간 38분 만에 유튜브 조회수 1029만 3859건을 기록하며 조회수 1000만 뷰를 돌파하며 자체 기록을 갈아치웠으며 미국 아이튠즈에서 11위를 기록하였다.